# Стражбеница (Бановићи)
Стражбеница је насељено мјесто у Босни и Херцеговини у општини Бановићи које административно припада Федерацији Босне и Херцеговине. Према попису становништва из 1991. у насељу је живјело 742 становника.

## Становништво
| Националност       | 1991.        |
| Муслимани          | 730 (98,38%) |
| Срби               | 1 (0,13%)    |
| Хрвати             | 0            |
| Југословени        | 6 (0,80%)    |
| остали и непознато | 5 (0,67%)    |
| Укупно             | 742          |

Стражбеница као самостално насељено место постоји од пописа 1991. године.